# 烏魯克奈魚
烏魯克奈魚為輻鰭魚綱鼠鱚目尼羅魚科的其中一種，被IUCN列為次級保育類動物，分布於非洲Ulugurug山脈的流域，本體長可達4.3公分，棲息在流速較快的溪流，屬雜食性，但以藻類為主食，可做為食用魚。